# Groupe G des éliminatoires du Championnat d'Europe féminin de football 2022
 (juillet 2019).
Si vous disposez d'ouvrages ou d'articles de référence ou si vous connaissez des sites web de qualité traitant du thème abordé ici, merci de compléter l'article en donnant les références utiles à sa vérifiabilité et en les liant à la section « Notes et références ».
Navigation
Groupe F Groupe H
Cet article donne les résultats des matchs du groupe G des éliminatoires de l'Euro 2022. Le premier du groupe est directement qualifié pour l'Euro 2022. La deuxième équipe du groupe est qualifiée pour l'euro si elle fait partie des trois meilleurs deuxièmes, sinon, elle affrontera une autre équipe terminant deuxième via un tirage au sort en match aller-retour.

## Classement
| Rang | Équipe            | Pts | J | G | N | P | Bp | Bc | Diff |  | Résultats (▼ dom., ► ext.) |     |     |     |      |      |
| ---- | ----------------- | --- | - | - | - | - | -- | -- | ---- |  | -------------------------- | --- | --- | --- | ---- | ---- |
| 1    | France            | 22  | 8 | 7 | 1 | 0 | 44 | 0  | +44  |  | France                     |     | 3-0 | 6-0 | 11-0 | 12-0 |
| 2    | Autriche          | 19  | 8 | 6 | 1 | 1 | 22 | 3  | +19  |  | Autriche                   | 0-0 |     | 1-0 | 3-0  | 9-0  |
| 3    | Serbie            | 12  | 8 | 4 | 0 | 4 | 21 | 12 | +9   |  | Serbie                     | 0-2 | 0-1 |     | 8-1  | 4-1  |
| 4    | Macédoine du Nord | 6   | 8 | 2 | 0 | 6 | 8  | 39 | -31  |  | Macédoine du Nord          | 0-7 | 0-3 | 0-6 |      | 4-1  |
| 5    | Kazakhstan        | 0   | 8 | 0 | 0 | 8 | 2  | 43 | -41  |  | Kazakhstan                 | 0-3 | 0-5 | 0-3 | 0-3  |      |

## Résultats et calendrier
| 1re journée              | Kazakhstan | 0-3   | Serbie |  |  |
| 1er septembre 2019 12h00 |            | (0-0) |        |  |  |

| 3 septembre 2019 | Autriche | 3-0   | Macédoine du Nord |  |  |
| 18h00            |          | (3-0) |                   |  |  |

| 2e journée           | Macédoine du Nord | 4-1   | Kazakhstan |  |  |
| 2 octobre 2019 15h00 |                   | (3-0) |            |  |  |

| 3e journée           | Macédoine du Nord | 0-6   | Serbie |  |  |
| 5 octobre 2019 15h00 |                   | (0-3) |        |  |  |

| 4e journée           | Serbie | 0-1   | Autriche |  |  |
| 8 octobre 2019 18h00 |        | (0-1) |          |  |  |

| 8 octobre 2019 | Kazakhstan | 0-3   | France |  |  |
| 17h00          |            | (0-0) |        |  |  |

| 5e journée            | Macédoine du Nord | 0-3   | Autriche |  |  |
| 8 novembre 2019 18h00 |                   | (0-2) |          |  |  |

| 2e journée            | France | 6-0   | Serbie |  |  |
| 9 novembre 2019 21h00 |        | (3-0) |        |  |  |

| 3e journée             | Autriche | 9-0   | Kazakhstan |  |  |
| 12 novembre 2019 18h00 |          | (4-0) |            |  |  |

| 6e journée        | Serbie | 8-1   | Macédoine du Nord |  |  |
| 6 mars 2020 16h00 |        | (3-1) |                   |  |  |

| 5e journée              | Serbie | 0-2   | France |  |  |
| 18 septembre 2020 21h00 |        | (0-2) |        |  |  |

| 10e journée             | Kazakhstan | 0-5   | Autriche |  |  |
| 22 septembre 2020 12h00 |            | (0-1) |          |  |  |

| 22 septembre 2020 | Macédoine du Nord | 0-7   | France |  |  |
| 21h00             |                   | (0-3) |        |  |  |

| 7e journée            | France | 11-0  | Macédoine du Nord |  |  |
| 23 octobre 2020 21h00 |        | (5-0) |                   |  |  |

| 24 octobre 2020 | Serbie | 4-1   | Kazakhstan |  |  |
| 18h00           |        | (0-1) |            |  |  |

| 6e journée            | Autriche | 0-0   | France |  |  |
| 27 octobre 2020 21h00 |          | (0-0) |        |  |  |

| 8e journée             | Kazakhstan | 0-3   | Macédoine du Nord |  |  |
| 27 novembre 2020 12h00 |            | (0-3) |                   |  |  |

| 27 novembre 2020 | France | 3-0   | Autriche |  |  |
| 21h00            |        | (2-0) |          |  |  |

| 9e journée              | Autriche | 1 - 0   | Serbie |  |  |
| 1er décembre 2020 18h30 |          | (0 - 0) |        |  |  |

| 1er décembre 2020 | France | 12 - 0  | Kazakhstan |  |  |
| 21h00             |        | (7 - 0) |            |  |  |